# 한민족 그리고 조선족
"한민족 그리고 조선족"은 한국에서 제작된 전화성 감독의 2014년 다큐멘터리 영화이다. 전화성 등이 주연으로 출연하였다.

## 출연

### 주연
- 전화성
- 박연희
- 박규리
- 유은조
- 문주광
- 김해연

## 기타
- 구성: 박가현